# مونتسکیو ۷۰۶۴
سیارک ۷۰۶۴ (به انگلیسی: 7064 Montesquieu، نامگذاری:1992OC5) هفت هزار و شصت و چهارمین سیارک کشف شده‌است که در ۲۶ ژوئیه ۱۹۹۲ کشف شد.
قدر مطلق سیارک برابر ۱۲٫۷۰ است.